# Mugang (köpinghuvudort i Kina, Hubei Sheng, lat 29,72, long 115,25)
Mugang är en köpinghuvudort i Kina. Den ligger i provinsen Hubei, i den centrala delen av landet, omkring 130 kilometer sydost om provinshuvudstaden Wuhan. Antalet invånare är 42 448. Befolkningen består av 20 631 kvinnor och 21 817 män. Barn under 15 år utgör 21,0 %, vuxna 15-64 år 72 %, och äldre över 65 år 6,0 %.
Runt Mugang är det tätbefolkat, med 297 invånare per kvadratkilometer. Närmaste större samhälle är Xingguo, 12,8 km norr om Mugang. I omgivningarna runt Mugang växer i huvudsak blandskog.
Genomsnittlig årsnederbörd är 2 084 millimeter. Den regnigaste månaden är maj, med i genomsnitt 332 mm nederbörd, och den torraste är januari, med 56 mm nederbörd.